# Вилибирг фон Вертхайм
Вилибирг фон Вертхайм (на немски: Willibirg von Wertheim; * ок. 1300; † 1333) е графиня от Вертхайм и чрез женитба графиня на Льовенщайн.

## Произход
Тя е дъщеря на граф Рудолф II фон Вертхайм († 1303/1306) и втората му съпруга Кунигунда II фон Баден († 1315), дъщеря на маркграф Рудолф I фон Баден († 1288) и съпругата му Кунигунда фон Еберщайн († 1290).

## Фамилия
Вилибирг фон Вертхайм се омъжва пр. 15 юни 1330 г. за граф Николаус фон Льовенщайн-Шенкенберг († 13 март 1340), син на граф Албрехт I фон Шенкенберг-Льовенщайн († 1304) и Лиутгарда фон Боланден († 1325). Баща му е извънбрачен син на римско-немския крал Рудолф I († 1291). Те имат три деца:
- Албрехт II фон Льовенщайн-Шенкенберг († пр. 20 май 1382), граф на Льовенщайн; женен I. ок. 1355 г. за Мехтхилд шенкин фон Лимпург († сл. 1355), II. пр. 20 септември 1369 г. за Удилхилд фон Верденберг-Алпек († сл. 1399)
- Рудолф фон Льовенщайн († сл. 1384?), каноник във Вюрцбург
- ? Клара фон Льовенщайн († 11 май 1342), омъжена за шенк Хайнрих фон Ербах († 1334)